# Parc Nacional de l'Alt Atles Oriental
El Parc Nacional de l'Alt Atles Oriental (amazic estàndard marroquí: ⴰⴼⵔⴰⴳ ⴰⵏⴰⵎⵓⵔ ⵏ ⴰⵟⵍⴰⵙ ⵎⵇⵇⵓⵕⵏ ⴰⴳⵎⵓⴹ, Afrag Anamur n Aṭlas Mqquṛn Agmuḍ) és un parc nacional del Marroc. Té una superfície de 49,000 hectàrees (120,000 acres) i està a la vora de les muntanyes de l'Alt Atles.
El parc va ser creat per preservar els valors culturals, juntament amb les seves poblacions d'arruí, gasela de l'Atles, ocells, amfibis, reptils, i vegetació.
Quan es va proposar com a Parc Nacional aquest lloc abastava 55.252 hectàrees de l'Alt Atles entre Midelt i Er Rachidia. La roca base consta de pedra calcària amb algunes intrusions ígnies. El lloc té rangs d'altitud de 1.645 metres al llit de l'Oued Arheddou a 3.102 m al cim del Jbel Tanrhourt. En el seu extrem occidental inclou els llacs bessons d'Isli i Tislit, prop d'Imilchil. El vessant nord gaudeix d'una precipitació anual de 400-600 mm i, per tant, és ben arbrat, mentre que el vessant sud és més sec, rebent només 200-300 mm, i està més oberts. Les neus de l'hivern són abundants i de llarga durada en les elevacions més altes. A la banda nord, la vegetació llenyosa consisteix en boscos de cedre de l'Atles, pinastre magrebí i alzina, boscos oberts de savina turífera, i a les zones de menor altitud, alguns boscos de pi blanc. Els cims de les muntanyes i altiplans alts donen suport a la vegetació d'estepa xeròfila, i hi ha algunes pastures a les zones més humides. Al vessant sud el bosc de cedre està desapareixent, però persisteixen els roures dispersos i boscos de pi. La vegetació d'estepa és predominant, dominat per Stipa tenacissima en altituds més baixes.